# اسکارلت چوروات
اسکارلت چوروات (به انگلیسی: Scarlett Chorvat) (زاده ۲۵ اوت ۱۹۷۲) بازیگر اسلواکی-آمریکایی است.
از کارهای معروف او می‌توان به بازی در فیلم داج بال، شکسته و خرید گاو اشاره کرد.